# Bartholomaeus Pitiscus

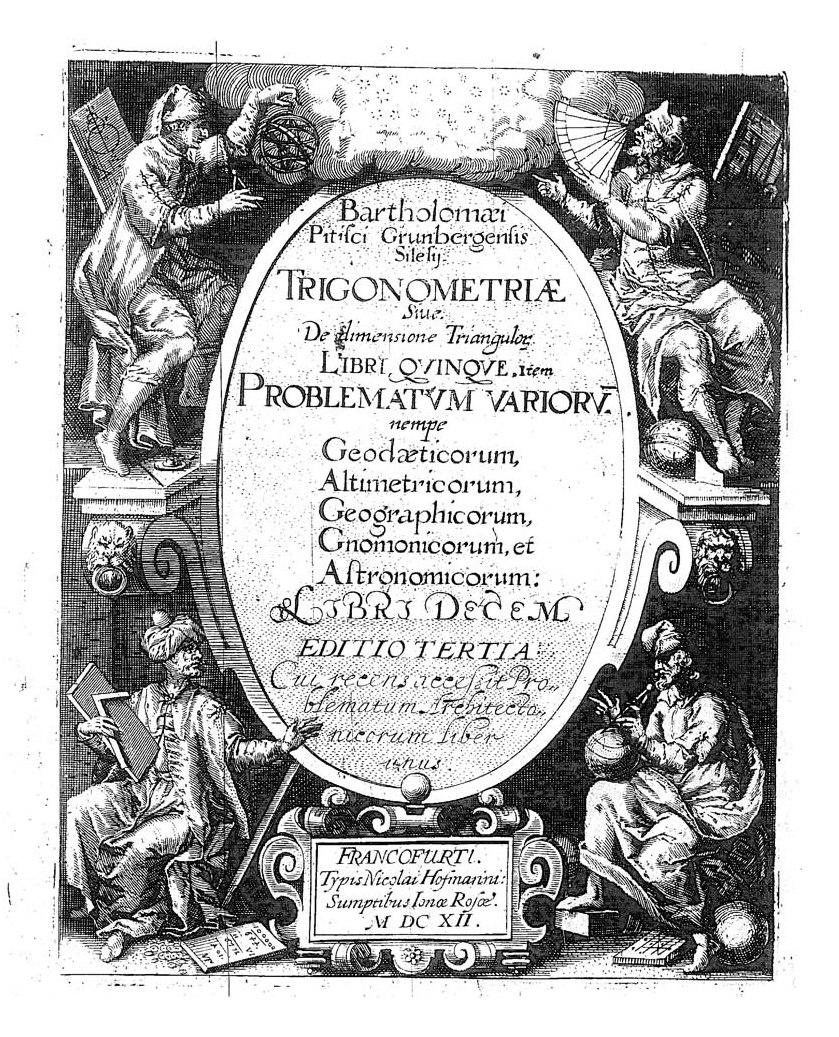
Voorpagina van het boek Trigonometriae sive De dimensione triangulorum uit 1612

Bartholomaeus Pitiscus (24 august 1561 – 24 august 1613) was een Duitse wiskundige, astronoom en een calvinistische theoloog. Hij zou de eerste zijn die het woord trigonometrie gebruikte en de bedenker zijn van het decimaal punt. Dit laatste wordt betwist en volgens sommige was het John Napier.

## Levensloop
Bartholomaeus Pitiscus werd geboren in Grünberg in het voormalige hertogdom Głogów. Hij was de leermeester van keurvorst Frederik IV van de Palts.
In 1608 publiceerde hij een vijfdelig boek, Trigonometriae sive De dimensione triangulorum, betreffende euclidische meetkunde en sferische trigonometrie. In zijn boek Thesaurus Mathematicus uit 1613 verbeterde hij de tabellen van Georg Joachim von Lauchen.

## Trivia
- Bartholomaeus Pitiscus is de oom van de Nederlandse geschiedschrijver en classicus Samuel Pitiscus.
- Er in een maankrater naar hem genoemd, de Pitiscuskrater.